# 신창균
신창균(申昌均, 1908년~2005년 3월 5일)은 대한민국의 독립운동가이자 민주화운동가, 통일운동가이다. 호는 송암(松岩)이다.

## 생애
1908년, 충청북도 영동에서 태어난 그는 12살의 어린 나이에 3.1운동에 참가했다가 일본 경찰에 체포되었지만 당시 나이가 어렸기에 매만 맞고 풀려나게 되었다.
1940년 6월에는 중국으로 망명해 대한민국 임시정부의 마카오 연락책으로 활동하면서 임시정부에 독립자금을 제공하며 중국 내 일본군의 움직임을 보고하는 일을 맡았다. 해방 이후에는 한국독립당의 중앙집행위원·연락부장·재정부장·재정위원장 등으로 활동했으며, 1948년 4월에는 북측의 단독정부 수립을 막기 위해 한국독립당 대표 8인 중 한 명으로 평양에 가 김일성과 회담을 가졌다.
이후 진보당사건 및 5.16군사정변에 연류되어 수감생활을 하였고, 풀려난 뒤에는 군사독재 종식을 위한 민주화운동 및 통일운동에 전념했다.

## 저서
- 《가시밭길에서도 느끼는 행복》